# Temporada 2018-2019 del FC Barcelona
La temporada 2018-19 és la 119a en la història del Futbol Club Barcelona, i la 88a temporada consecutiva del club en la màxima categoria del futbol espanyol.

## Desenvolupament de la temporada

### Juny
- 3 de juny: Samuel Umtiti arriba a un acord amb el club per 5 temporades, fins a la 2022–23, amb una clàusula de rescissió de 500 milions.[1]

### Febrer
- 15 de febrer: Ernesto Valverde signa la renovació del contracte per la temporada següent (2019-20) més una segona d'opcional.[2]
- 28 de febrer: Jordi Alba signa la renovació del contracte fins a la temporada 2023-24.[3]

## Plantilla
| N. | Pos. | Nac. | Jugador              | Total | Total | Lliga | Lliga | Lliga de Campions | Lliga de Campions | Copa | Copa | Supercopa d'Espanya | Supercopa d'Espanya |
| N. | Pos. | Nac. | Jugador              | PJ    | Gols  | PJ    | Gols  | PJ                | Gols              | PJ   | Gols | PJ                  | Gols                |
| --- | ---- | --- | -------------------- | ----- | ----- | ----- | ----- | ----------------- | ----------------- | ---- | ---- | ------------------- | ------------------- |
| 1 | POR  | [[Fitxer:Flag of Germany.svg\|23x15px\|border \|alt=Alemanya\|link=Selecció de futbol d'Alemanya\|{{#if:\|]]                                   | Ter Stegen           | 49    | 0     | 35    | 0     | 11                | 0                 | 2    | 0    | 1                   | 0                   |
| 2 | DEF  | [[Fitxer:Flag of Portugal.svg\|23x15px\|border \|alt=Portugal\|link=Selecció de futbol de Portugal\|{{#if:\|]]                                 | N. Semedo            | 41    | 1     | 20+6  | 1     | 5                 | 0                 | 8+1  | 0    | 1                   | 0                   |
| 3 | DEF  | [[Fitxer:Flag of Catalonia.svg\|23x15px\|border \|alt=Catalunya\|link=Selecció de futbol de Catalunya\|{{#if:\|]]                              | Piqué                | 52    | 7     | 35    | 4     | 11                | 2                 | 5    | 0    | 1                   | 1                   |
| 4 | MIG  | [[Fitxer:Flag of Croatia.svg\|23x15px\|border \|alt=Croàcia\|link=Selecció de futbol de Croàcia\|{{#if:\|]]                                    | I. Rakitić           | 54    | 5     | 29+5  | 3     | 12                | 1                 | 7    | 1    | 0+1                 | 0                   |
| 5 | MIG  | [[Fitxer:Flag of Catalonia.svg\|23x15px\|border \|alt=Catalunya\|link=Selecció de futbol de Catalunya\|{{#if:\|]]                              | Sergio               | 54    | 0     | 30+5  | 0     | 11+1              | 0                 | 5+1  | 0    | 1                   | 0                   |
| 6 | DEF  | [[Fitxer:Flag of France (1794–1815, 1830–1974).svg\|23x15px\|border \|alt=França\|link=Selecció de futbol de França\|{{#if:\|]]                | Jean-Clair Todibo    | 2     | 0     | 2     | 0     | 0                 | 0                 | 0    | 0    | 0                   | 0                   |
| 7 | MIG  | [[Fitxer:Flag of Brazil.svg\|23x15px\|border \|alt=Brasil\|link=Selecció de futbol del Brasil\|{{#if:\|]]                                      | Coutinho             | 54    | 11    | 22+12 | 5     | 11+1              | 3                 | 5+2  | 3    | 0+1                 | 0                   |
| 8 | MIG  | [[Fitxer:Flag of Brazil.svg\|23x15px\|border \|alt=Brasil\|link=Selecció de futbol del Brasil\|{{#if:\|]]                                      | Arthur               | 44    | 0     | 19+8  | 0     | 7+2               | 0                 | 5+2  | 0    | 1                   | 0                   |
| 9 | DAV  | [[Fitxer:Flag of Uruguay.svg\|23x15px\|border \|alt=Uruguai\|link=Selecció de futbol de l'Uruguai\|{{#if:\|]]                                  | Suárez               | 49    | 25    | 31+2  | 21    | 10                | 1                 | 3+2  | 3    | 1                   | 0                   |
| 10 | DAV  | [[Fitxer:Flag of Argentina.svg\|23x15px\|border \|alt=Argentina\|link=Selecció de futbol de l'Argentina\|{{#if:\|]]                            | Messi                | 50    | 51    | 29+5  | 36    | 9+1               | 12                | 4+1  | 3    | 1                   | 0                   |
| 11 | DAV  | [[Fitxer:Flag of France (1794–1815, 1830–1974).svg\|23x15px\|border \|alt=França\|link=Selecció de futbol de França\|{{#if:\|]]                | Dembélé              | 42    | 14    | 20+9  | 8     | 5+3               | 3                 | 4    | 2    | 1                   | 1                   |
| 12 | MIG  | [[Fitxer:Flag of Brazil.svg\|23x15px\|border \|alt=Brasil\|link=Selecció de futbol del Brasil\|{{#if:\|]]                                      | Rafinha              | 8     | 1     | 3+2   | 0     | 1+1               | 1                 | 0    | 0    | 1                   | 0                   |
| 13 | POR  | [[Fitxer:Flag of the Netherlands.svg\|23x15px\|border \|alt=Països Baixos\|link=Selecció de futbol dels Països Baixos\|{{#if:\|]]              | Cillessen            | 11    | 0     | 3     | 0     | 1                 | 0                 | 7    | 0    | 0                   | 0                   |
| 14 | DAV  | [[Fitxer:Flag of Brazil.svg\|23x15px\|border \|alt=Brasil\|link=Selecció de futbol del Brasil\|{{#if:\|]]                                      | Malcom               | 24    | 4     | 6+9   | 1     | 0+3               | 1                 | 6    | 2    | 0                   | 0                   |
| 15 | DEF  | [[Fitxer:Flag of France (1794–1815, 1830–1974).svg\|23x15px\|border \|alt=França\|link=Selecció de futbol de França\|{{#if:\|]]                | Lenglet              | 44    | 2     | 22+1  | 1     | 11+1              | 0                 | 5+3  | 1    | 1                   | 0                   |
| 17 | DEF  | [[Fitxer:Flag of Colombia.svg\|23x15px\|border \|alt=Colòmbia\|link=Selecció de futbol de Colòmbia\|{{#if:\|]]                                 | Jeison Murillo       | 4     | 0     | 1+1   | 0     | 0                 | 0                 | 2    | 0    | 0                   | 0                   |
| 18 | DEF  | [[Fitxer:Flag of Catalonia.svg\|23x15px\|border \|alt=Catalunya\|link=Selecció de futbol de Catalunya\|{{#if:\|]]                              | Jordi Alba           | 54    | 3     | 32+4  | 2     | 11                | 1                 | 5+1  | 0    | 1                   | 0                   |
| 19 | DAV  | [[Fitxer:Flag of Ghana.svg\|23x15px\|border \|alt=Ghana\|link=Selecció de futbol de Ghana\|{{#if:\|]]                                          | Kevin-Prince Boateng | 4     | 0     | 3     | 0     | 0                 | 0                 | 1    | 0    | 0                   | 0                   |
| 20 | MIG  | [[Fitxer:Flag of Catalonia.svg\|23x15px\|border \|alt=Catalunya\|link=Selecció de futbol de Catalunya\|{{#if:\|]]                              | S. Roberto           | 44    | 1     | 23+6  | 0     | 8+1               | 0                 | 4+2  | 1    | 0                   | 0                   |
| 21/26 | MIG  | [[Fitxer:Flag of Catalonia.svg\|23x15px\|border \|alt=Catalunya\|link=Selecció de futbol de Catalunya\|{{#if:\|]]                              | Aleñá                | 27    | 2     | 6+11  | 2     | 1+2               | 0                 | 3+4  | 0    | 0                   | 0                   |
| 22 | MIG  | [[Fitxer:Flag of Chile.svg\|23x15px\|border \|alt=Xile\|link=Selecció de futbol de Xile\|{{#if:\|]]                                            | Vidal                | 53    | 3     | 22+11 | 3     | 3+8               | 0                 | 4+4  | 0    | 0+1                 | 0                   |
| 23 | DEF  | [[Fitxer:Flag of France (1794–1815, 1830–1974).svg\|23x15px\|border \|alt=França\|link=Selecció de futbol de França\|{{#if:\|]]                | Umtiti               | 15    | 0     | 13+1  | 0     | 1                 | 0                 | 0    | 0    | 0                   | 0                   |
| 24 | DEF  | [[Fitxer:Flag of Belgium (civil).svg\|23x15px\|border \|alt=Bèlgica\|link=Selecció de futbol de Bèlgica\|{{#if:\|]]                            | Vermaelen            | 12    | 0     | 7+2   | 0     | 1+1               | 0                 | 1    | 0    | 0                   | 0                   |
| 27 | DEF  | [[Fitxer:Flag of Spain.svg\|23x15px\|border \|alt=Espanya\|link=Selecció de futbol d'Espanya\|{{#if:\|]]                                       | Juan Miranda         | 4     | 0     | 0     | 0     | 1                 | 0                 | 3    | 0    | 0                   | 0                   |
| 28 | MIG  | [[Fitxer:Flag of Catalonia.svg\|23x15px\|border \|alt=Catalunya\|link=Selecció de futbol de Catalunya\|{{#if:\|]]                              | Riqui Puig           | 3     | 0     | 2     | 0     | 0                 | 0                 | 0+1  | 0    | 0                   | 0                   |
| 29 | DAV  | [[Fitxer:Flag of the Valencian Community (2x3).svg\|23x15px\|border \|alt=País Valencià\|link=Selecció de futbol del País Valencià\|{{#if:\|]] | Abel Ruiz            | 1     | 0     | 0+1   | 0     | 0                 | 0                 | 0    | 0    | 0                   | 0                   |
| 31 | POR  | [[Fitxer:Flag of Spain.svg\|23x15px\|border \|alt=Espanya\|link=Selecció de futbol d'Espanya\|{{#if:\|]]                                       | Jokin Ezkieta        | 0     | 0     | 0     | 0     | 0                 | 0                 | 0    | 0    | 0                   | 0                   |
| 33 | DEF  | [[Fitxer:Flag of Spain.svg\|23x15px\|border \|alt=Espanya\|link=Selecció de futbol d'Espanya\|{{#if:\|]]                                       | Cuenca               | 1     | 0     | 0     | 0     | 0                 | 0                 | 1    | 0    | 0                   | 0                   |
| 34 | MIG  | [[Fitxer:Flag of Catalonia.svg\|23x15px\|border \|alt=Catalunya\|link=Selecció de futbol de Catalunya\|{{#if:\|]]                              | Àlex Collado         | 1     | 0     | 1     | 0     | 0                 | 0                 | 0    | 0    | 0                   | 0                   |
| 35 | MIG  | [[Fitxer:Flag of Catalonia.svg\|23x15px\|border \|alt=Catalunya\|link=Selecció de futbol de Catalunya\|{{#if:\|]]                              | Oriol Busquets       | 1     | 0     | 0     | 0     | 0                 | 0                 | 1    | 0    | 0                   | 0                   |
| 36 | DEF  | [[Fitxer:Flag of Spain.svg\|23x15px\|border \|alt=Espanya\|link=Selecció de futbol d'Espanya\|{{#if:\|]]                                       | Chumi                | 3     | 0     | 0     | 0     | 0                 | 0                 | 3    | 0    | 0                   | 0                   |
| 40 | DEF  | [[Fitxer:Flag of Senegal.svg\|23x15px\|border \|alt=Senegal\|link=Selecció de futbol del Senegal\|{{#if:\|]]                                   | Moussa Wagué         | 3     | 0     | 2+1   | 0     | 0                 | 0                 | 0    | 0    | 0                   | 0                   |
| 43 | DAV  | [[Fitxer:Flag of Catalonia.svg\|23x15px\|border \|alt=Catalunya\|link=Selecció de futbol de Catalunya\|{{#if:\|]]                              | Carles Pérez         | 1     | 0     | 1     | 0     | 0                 | 0                 | 0    | 0    | 0                   | 0                   |
| Futbolistes que han jugat algun partit o han tingut dorsal aquesta temporada, però que han marxat del club abans d'acabar-la |      | |                      |       |       |       |       |                   |                   |      |      |                     |                     |
| 17 | DAV  | [[Fitxer:Flag of the Valencian Community (2x3).svg\|23x15px\|border \|alt=País Valencià\|link=Selecció de futbol del País Valencià\|{{#if:\|]] | Paco Alcácer         | 0     | 0     | 0     | 0     | 0                 | 0                 | 0    | 0    | 0                   | 0                   |
| 19 | DAV  | [[Fitxer:Flag of Morocco.svg\|23x15px\|border \|alt=Marroc\|link=Selecció de futbol del Marroc\|{{#if:\|]]                                     | Munir                | 11    | 2     | 1+6   | 1     | 1+1               | 0                 | 2    | 1    | 0                   | 0                   |
| 6 | MIG  | [[Fitxer:Flag of Spain.svg\|23x15px\|border \|alt=Espanya\|link=Selecció de futbol d'Espanya\|{{#if:\|]]                                       | Denis Suárez         | 8     | 2     | 0+2   | 0     | 0+2               | 0                 | 2+2  | 2    | 0                   | 0                   |
| 16 | MIG  | [[Fitxer:Flag of Catalonia.svg\|23x15px\|border \|alt=Catalunya\|link=Selecció de futbol de Catalunya\|{{#if:\|]]                              | Samper               | 1     | 0     | 0     | 0     | 0                 | 0                 | 1    | 0    | 0                   | 0                   |

Última actualització: 19 de maig de 2019

### Altes
| N. | Pos. | Nac. | Jugador                                                                                         |
| -- | ---- | --- | ----------------------------------------------------------------------------------------------- |
| —  | DEF  | [[Fitxer:Flag of Brazil.svg\|23x15px\|border \|alt=Brasil\|link=Selecció de futbol del Brasil\|{{#if:\|]]                       | Marlon (Final de cessió a l'OGC Niça)                                                           |
| —  | DEF  | [[Fitxer:Flag of Brazil.svg\|23x15px\|border \|alt=Brasil\|link=Selecció de futbol del Brasil\|{{#if:\|]]                       | Douglas (Final de cessió al Benfica)                                                            |
| 12 | MIG  | [[Fitxer:Flag of Brazil.svg\|23x15px\|border \|alt=Brasil\|link=Selecció de futbol del Brasil\|{{#if:\|]]                       | Rafinha (Final de cessió a l'Internazionale)                                                    |
| 19 | DAV  | [[Fitxer:Flag of Morocco.svg\|23x15px\|border \|alt=Marroc\|link=Selecció de futbol del Marroc\|{{#if:\|]]                      | Munir El Haddadi (Final de cessió a l'Alavés)                                                   |
| —  | DAV  | [[Fitxer:Flag of Catalonia.svg\|23x15px\|border \|alt=Catalunya\|link=Selecció de futbol de Catalunya\|{{#if:\|]]               | Gerard Deulofeu (Final de cessió al Watford FC)                                                 |
| 8  | MIG  | [[Fitxer:Flag of Brazil.svg\|23x15px\|border \|alt=Brasil\|link=Selecció de futbol del Brasil\|{{#if:\|]]                       | Arthur Melo (Del Grêmio, 31 + 9 milions d'€)                                                    |
| 15 | DEF  | [[Fitxer:Flag of France (1794–1815, 1830–1974).svg\|23x15px\|border \|alt=França\|link=Selecció de futbol de França\|{{#if:\|]] | Clément Lenglet (Del Sevilla FC, 35,9 milions d'€)                                              |
| 14 | DAV  | [[Fitxer:Flag of Brazil.svg\|23x15px\|border \|alt=Brasil\|link=Selecció de futbol del Brasil\|{{#if:\|]]                       | Malcom (Del Girondins de Bordeus, 41 + 1 milions d'€)                                           |
| 22 | MIG  | [[Fitxer:Flag of Chile.svg\|23x15px\|border \|alt=Xile\|link=Selecció de futbol de Xile\|{{#if:\|]]                             | Arturo Vidal (Del FC Bayern de Múnic, 18 + 3 milions d'€)                                       |
| 17 | DEF  | [[Fitxer:Flag of Colombia.svg\|23x15px\|border \|alt=Colòmbia\|link=Selecció de futbol de Colòmbia\|{{#if:\|]]                  | Jeison Murillo (Cedit pel València CF, 2 milions d'€)                                           |
| 19 | DAV  | [[Fitxer:Flag of Ghana.svg\|23x15px\|border \|alt=Ghana\|link=Selecció de futbol de Ghana\|{{#if:\|]]                           | Kevin-Prince Boateng (Cedit pel Sassuolo, 1 milió d'€; inclou una opció de compra de 8 milions) |
| 6  | DEF  | [[Fitxer:Flag of France (1794–1815, 1830–1974).svg\|23x15px\|border \|alt=França\|link=Selecció de futbol de França\|{{#if:\|]] | Jean-Clair Todibo (Del Toulouse FC, 1 milió d'€ + 2 milions en variables)                       |

### Baixes
| N. | Pos. | Nac. | Jugador                                                                                                  |
| -- | ---- | --- | --- |
| 8  | MIG  | [[Fitxer:Flag of Spain.svg\|23x15px\|border \|alt=Espanya\|link=Selecció de futbol d'Espanya\|{{#if:\|]]                                       | Andrés Iniesta (Al Vissel Kobe, final de contracte)                                                      |
| —  | DAV  | [[Fitxer:Flag of Catalonia.svg\|23x15px\|border \|alt=Catalunya\|link=Selecció de futbol de Catalunya\|{{#if:\|]]                              | Gerard Deulofeu (Al Watford FC, 13 + 4 milions d'€)                                                      |
| 15 | MIG  | [[Fitxer:Flag of Brazil.svg\|23x15px\|border \|alt=Brasil\|link=Selecció de futbol del Brasil\|{{#if:\|]]                                      | Paulinho (Cedit al Guangzhou Evergrande, amb opció obligada de compra de 50 milions d'€)                 |
| —  | DEF  | [[Fitxer:Flag of Brazil.svg\|23x15px\|border \|alt=Brasil\|link=Selecció de futbol del Brasil\|{{#if:\|]]                                      | Douglas (Cedit al Sivasspor)                                                                             |
| 25 | POR  | [[Fitxer:Flag of the Valencian Community (2x3).svg\|23x15px\|border \|alt=País Valencià\|link=Selecció de futbol del País Valencià\|{{#if:\|]] | Adrián Ortolá (Cedit al Deportivo)                                                                       |
| 19 | DEF  | [[Fitxer:Flag of France (1794–1815, 1830–1974).svg\|23x15px\|border \|alt=França\|link=Selecció de futbol de França\|{{#if:\|]]                | Lucas Digne (A l'Everton FC, 20,2 + €1,5 milions d'€)                                                    |
| 22 | DEF  | [[Fitxer:Flag of Catalonia.svg\|23x15px\|border \|alt=Catalunya\|link=Selecció de futbol de Catalunya\|{{#if:\|]]                              | Aleix Vidal (Al Sevilla FC, 8,5 + 2 milions d'€)                                                         |
| 24 | DEF  | [[Fitxer:Flag of Colombia.svg\|23x15px\|border \|alt=Colòmbia\|link=Selecció de futbol de Colòmbia\|{{#if:\|]]                                 | Yerry Mina (A l'Everton FC, 30,25 + 1,5 milions d'€)                                                     |
| 21 | MIG  | [[Fitxer:Flag of Portugal.svg\|23x15px\|border \|alt=Portugal\|link=Selecció de futbol de Portugal\|{{#if:\|]]                                 | André Gomes (Cedit a l'Everton FC)                                                                       |
| —  | DEF  | [[Fitxer:Flag of Brazil.svg\|23x15px\|border \|alt=Brasil\|link=Selecció de futbol del Brasil\|{{#if:\|]]                                      | Marlon (Al US Sassuolo, 6 milions d'€, també hi ha altres clàusules)                                     |
| 17 | DAV  | [[Fitxer:Flag of the Valencian Community (2x3).svg\|23x15px\|border \|alt=País Valencià\|link=Selecció de futbol del País Valencià\|{{#if:\|]] | Paco Alcácer (Cedit al Borussia de Dortmund, 2 milions d'€; traspassat posteriorment per 23 milions d'€) |
| 19 | DAV  | [[Fitxer:Flag of Morocco.svg\|23x15px\|border \|alt=Marroc\|link=Selecció de futbol del Marroc\|{{#if:\|]]                                     | Munir (Al Sevilla FC, 1,05 milions d'€)                                                                  |
| 6  | MIG  | [[Fitxer:Flag of Spain.svg\|23x15px\|border \|alt=Espanya\|link=Selecció de futbol d'Espanya\|{{#if:\|]]                                       | Denis Suárez (Cedit a l'Arsenal FC)                                                                      |
| 16 | MIG  | [[Fitxer:Flag of Catalonia.svg\|23x15px\|border \|alt=Catalunya\|link=Selecció de futbol de Catalunya\|{{#if:\|]]                              | Sergi Samper (Al Vissel Kobe, després de rescindir el contracte)                                         |

## Results
Victòria
      Empat
      Derrota

### Lliga

#### Partit Anada
| 18 d'agost de 2018   | FC Barcelona                    | 3–0     | Deportivo Alavés | Barcelona                                                     |  |
| 22:15 CEST Jornada 1 | Messi 64', 90+2' · Coutinho 83' | Informe |                  | Camp Nou · 52.356 espectadors · José María Sánchez Martínez · |  |

| 25 d'agost de 2018   | Reial Valladolid | 0–1     | FC Barcelona | Valladolid                                                          |  |
| 22:15 CEST Jornada 2 |                  | Informe | 56' Dembélé  | José Zorrilla · 22.651 espectadors · Ricardo De Burgos Bengoetxea · |  |

| 2 de setembre de 2018 | FC Barcelona                                                                                       | 8–2     | Huesca                         | Barcelona                                            |  |
| 18:30 CEST Jornada 3  | Messi 16', 61' · Pulido 24' (p.p.) · Suárez 39', 90+3' (p.) · Dembélé 48' · Rakitić 52' · Alba 81' | Informe | 3' Hernández · 42' Àlex Gallar | Camp Nou · 72.892 espectadors · Mario Melero López · |  |

| 15 de setembre de 2018 | Reial Societat | 1–2     | FC Barcelona             | Donostia                                                |  |
| 16:15 CEST Jornada 4   | Elustondo 12'  | Informe | 63' Suárez · 66' Dembélé | Anoeta · 26.756 espectadors · Carlos del Cerro Grande · |  |

| 23 de setembre de 2018 | FC Barcelona          | 2–2     | Girona FC       | Barcelona                                           |  |
| 20:45 CEST Jornada 5   | Messi 19' · Piqué 63' | Informe | 45', 51' Stuani | Camp Nou · 76.055 espectadors · Jesús Gil Manzano · |  |

| 26 de setembre de 2018 | CD Leganés              | 2–1     | FC Barcelona | Leganés                                                    |  |
| 20:00 CEST Jornada 6   | El Zhar 52' · Óscar 53' | Informe | 12' Coutinho | Butarque · 12.231 espectadors · Alberto Undiano Mallenco · |  |

| 29 de setembre de 2018 | FC Barcelona | 1–1     | Athletic Club | Barcelona                                              |  |
| 16:15 CEST Jornada 7   | Munir 84'    | Informe | 41' De Marcos | Camp Nou · 78.015 espectadors · Santiago Jaime Latre · |  |

| 7 d'octubre de 2018  | València CF | 1–1     | FC Barcelona | València                                                      |  |
| 20:45 CEST Jornada 8 | Garay 2'    | Informe | 23' Messi    | Mestalla · 46.249 espectadors · José Luis González González · |  |

| 20 d'octubre de 2018 | FC Barcelona                                            | 4–2     | Sevilla                           | Barcelona                                               |  |
| 20:45 CEST Jornada 9 | Coutinho 2' · Messi 12' · Suárez 63' (p.) · Rakitić 88' | Informe | 79' (p.p.) Lenglet · 90+1' Muriel | Camp Nou · 88.712 espectadors · Juan Martínez Munuera · |  |

| 28 d'octubre de 2018  | FC Barcelona                                         | 5–1     | Reial Madrid | Barcelona                                                     |  |
| 16:15 CEST Jornada 10 | Coutinho 11' · Suárez 30' (p.), 75', 83' · Vidal 87' | Informe | 50' Marcelo  | Camp Nou · 93.265 espectadors · José María Sánchez Martínez · |  |

| 3 de novembre de 2018 | Rayo Vallecano        | 2–3     | FC Barcelona                  | Vallecas                                                             |  |
| 20:45 CEST Jornada 11 | Pozo 35' · Álvaro 57' | Informe | 11', 90' Suárez · 87' Dembélé | Vallecas · 13.875 espectadors · Alejandro José Hernández Hernández · |  |

| 11 de novembre de 2018 | FC Barcelona                      | 3–4     | Reial Betis                                           | Barcelona                                             |  |
| 16:15 CEST Jornada 12  | Messi 68' (p.), 90+2' · Vidal 79' | Informe | 20' Junior · 34' Joaquín · 71' Lo Celso · 83' Canales | Camp Nou · 83.174 espectadors · Antonio Mateu Lahoz · |  |

| 24 de novembre de 2018 | Atlètic Madrid | 1–1     | FC Barcelona | Madrid                                                        |  |
| 20:45 CEST Jornada 13  | Costa 76'      | Informe | 90' Dembélé  | Estadi Metropolità · 67.204 espectadors · Jesús Gil Manzano · |  |

| 2 de desembre de 2018 | FC Barcelona          | 2–0 | Vila-real CF | Barcelona                                                   |  |
| 18:30 CEST Jornada 14 | Piqué 36' · Aleñá 87' |     |              | Camp Nou · 73.003 espectadors · José Luis Munuera Montero · |  |

| 8 de desembre de 2018 | Espanyol | 0–4 | FC Barcelona                              | Cornellà de Llobregat                                                                |  |
| 20:45 CEST Jornada 15 |          |     | Messi 17', 65' · Dembélé 26' · Suárez 45' | RCDE Stadium · 24,037 espectadors · Carlos del Cerro Grande · Santiago Jaime Latre · |  |

| 16 de desembre de 2018 | Llevant    | 0–5     | FC Barcelona                                 | València                                                                                     |  |
| 20:45 CEST Jornada 16  | Cabaco 76' | Informe | Suárez 34' · Messi 43', 47', 60' · Piqué 88' | Ciutat de València · 24,037 espectadors · José Luis González González · Mario Melero López · |  |

| 22 de desembre de 2018 | FC Barcelona            | 2–0     | Celta de Vigo | Barcelona                                                                              |  |
| 18:30 CEST Jornada 17  | Dembélé 10' · Messi 45' | Informe |               | Camp Nou · 78,686 espectadors · Eduardo Prieto Iglesias · Antonio Miguel Mateu Lahoz · |  |

| 6 de gener de 2019   | Getafe CF | 1–2     | FC Barcelona           | Getafe |  |
| 20:45 CET Jornada 18 | Mata 43'  | Informe | Messi 20' · Suárez 39' | Coliseum Alfonso Pérez · 14,721 espectadors · Guillermo Cuadra Fernández · Alejandro José Hernández Hernández · |  |

| 13 de gener de 2019  | FC Barcelona                | 3–0     | SD Eibar | Barcelona                                                                   |  |
| 18:30 CET Jornada 19 | Suárez 19', 59' · Messi 53' | Informe |          | Camp Nou · 71,039 espectadors · Jesús Gil Manzano · Juan Martínez Munuera · |  |

| 20 de gener de 2019  | FC Barcelona                           | 3–1     | CD Leganés      | Barcelona                                                                                    |  |
| 20:45 CET Jornada 20 | Dembélé 32' · Suárez 71' · Messi 90+2' | Informe | Braithwaite 57' | Camp Nou · 50,670 espectadors · Ricardo de Burgos Bengoetxea · Ignacio Iglesias Villanueva · |  |

| 27 de gener de 2019  | Girona FC         | 0–2     | FC Barcelona          | Girona                                                                           |  |
| 16:15 CET Jornada 21 | Espinosa 29', 51' | Informe | Semedo 9' · Messi 68' | Montilivi · 14,021 espectadors · Pablo Gonzalez Fuertes · Santiago Jaime Latre · |  |

| 3 de febrer de 2019  | FC Barcelona        | 2–2     | València CF                   | Barcelona                                                                      |  |
| 18:30 CET Jornada 22 | Messi 39' (p.), 64' | Informe | Gameiro 24' · Parejo 32' (p.) | Camp Nou · 76,789 espectadors · Alberto Undiano Mallenco · Jesús Gil Manzano · |  |

| 10 de febrer de 2019 | Athletic Club        | 0–0     | FC Barcelona | Bilbo                                                                                   |  |
| 20:45 CET Jornada 23 | De Marcos 68', 90+1' | Informe |              | San Mamés · 47,557 espectadors · Carlos del Cerro Grande · Guillermo Cuadra Fernández · |  |

| 17 de febrer de 2019 | FC Barcelona   | 1–0     | Reial Valladolid | Barcelona                                                                         |  |
| 20:45 CET Jornada 24 | Messi 43' (p.) | Informe |                  | Camp Nou · 67,435 espectadors · Juan Martínez Munuera · Eduardo Prieto Iglesias · |  |

| 24 de febrer de 2019 | Sevilla FC              | 2–4     | FC Barcelona                       | Sevilla                                                                                                |  |
| 16:15 CET Jornada 25 | Navas 22' · Mercado 42' | Informe | Messi 26', 67', 85' · Suárez 90+3' | Ramón Sánchez Pizjuán · 40,661 espectadors · Antonio Miguel Mateu Lahoz · Guillermo Cuadra Fernández · |  |

| 2 de març de 2019    | R. Madrid | 0–1     | FC Barcelona   | Madrid                                                                                           |  |
| 20:45 CET Jornada 26 |           | Informe | I. Rakitić 26' | Santiago Bernabéu · 78,921 espectadors · Alberto Undiano Mallenco · Antonio Miguel Mateu Lahoz · |  |

| 9 de març de 2019    | FC Barcelona                            | 3–1     | Rayo Vallecano | Barcelona                                                                           |  |
| 18:30 CET Jornada 27 | Piqué 38' · Messi 51' (p.) · Suárez 82' | Informe | De Tomás 24'   | Camp Nou · 74,158 espectadors · Mario Melero López · Ricardo de Burgos Bengoetxea · |  |

| 17 de març de 2019   | Betis     | 1–4     | FC Barcelona                       | Sevilla                                                                                     |  |
| 16:15 CET Jornada 28 | Loren 82' | Informe | Messi 18', 45+2', 85' · Suárez 63' | Benito Villamarín · 54,172 espectadors · Ricardo de Burgos Bengoetxea · Jesús Gil Manzano · |  |

| 30 de març de 2019   | FC Barcelona   | 2–0     | RCD Espanyol | Barcelona                                                                        |  |
| 16:15 CET Jornada 29 | Messi 71', 89' | Informe |              | Camp Nou · 92,795 espectadors · Carlos del Cerro Grande · Santiago Jaime Latre · |  |

| 2 d'abril de 2019     | Vila-real CF                                                               | 4–4     | FC Barcelona                                         | Vila-real |  |
| 21:00 CEST Jornada 30 | Chukwueze 23' · Álvaro 36', 86' · Toko Ekambi 50' · Iborra 62' · Bacca 80' | Informe | Coutinho 12' · Malcom 16' · Messi 90' · Suárez 90+3' | Estadi de la Ceràmica · 19,515 espectadors · Alejandro José Hernández Hernández · José Luis González González · |  |

| 6 d'abril de 2019     | FC Barcelona           | 2–0     | At. Madrid      | Barcelona                                                                   |  |
| 20:45 CEST Jornada 31 | Suárez 85' · Messi 86' | Informe | Diego Costa 28' | Camp Nou · 92,453 espectadors · Jesús Gil Manzano · Juan Martínez Munuera · |  |

| 13 d'abril de 2019    | SD Huesca | 0–0     | FC Barcelona | Osca                                                                                        |  |
| 16:15 CEST Jornada 32 |           | Informe |              | El Alcoraz · 7,332 espectadors · Guillermo Cuadra Fernández · José María Sánchez Martínez · |  |

| 20 d'abril de 2019    | FC Barcelona                 | 2–1     | Reial Societat | Barcelona                                                                              |  |
| 20:45 CEST Jornada 33 | Lenglet 45' · Jordi Alba 64' | Informe | Juanmi 62'     | Camp Nou · 75,470 espectadors · Pablo González Fuertes · Ignacio Iglesias Villanueva · |  |

| 23 d'abril de 2019    | Deportivo Alavés | 0–2     | FC Barcelona                | Vitòria                                                                                 |  |
| 21:30 CEST Jornada 34 |                  | Informe | Aleñá 54' · Suárez 60' (p.) | Mendizorrotza · 18,735 espectadors · Adrián Cordero Vega · Antonio Miguel Mateu Lahoz · |  |

| 27 d'abril de 2019    | FC Barcelona | 1–0     | Llevant | Barcelona                                                                                   |  |
| 20:45 CEST Jornada 35 | Messi 62'    | Informe |         | Camp Nou · 91,917 espectadors · Ricardo de Burgos Bengoetxea · Guillermo Cuadra Fernández · |  |

| 4 de maig de 2019     | Celta de Vigo              | 2–0     | FC Barcelona | Vigo                                                                                   |  |
| 20:45 CEST Jornada 36 | Gómez 67' · Aspas 88' (p.) | Informe |              | Balaídos · 22,519 espectadors · José María Sánchez Martínez · Pablo González Fuertes · |  |

| 12 de maig de 2019    | FC Barcelona                     | 2–0     | Getafe CF | Barcelona                                                                                   |  |
| 18:30 CEST Jornada 37 | Vidal 39' · Arambarri 89' (p.p.) | Informe |           | Camp Nou · 57,088 espectadors · José Luis González González · Ignacio Iglesias Villanueva · |  |

| 19 de maig de 2019    | SD Eibar                      | 2–2     | FC Barcelona   | Eibar                                                                          |  |
| 16:15 CEST Jornada 38 | Cucurella 20' · De Blasis 45' | Informe | Messi 31', 32' | Ipurua · 5,145 espectadors · José Luis Munuera Montero · Adrián Cordero Vega · |  |

### Copa

#### Setzens de final
| 31 d'octubre del 2018 | Cultural y Deportiva Leonesa | 0–1     | FC Barcelona  | Lleó                                                      |  |
| 21:30 CET Anada       |                              | Informe | Lenglet 90+1' | Reino de León · 10.873 espectadors · Mario Melero López · |  |

| 5 de desembre del 2018 | FC Barcelona                                   | 4–1 (Total: 5–1) | Cultural y Deportiva Leonesa | Barcelona                                                  |  |
| 21:30 CET Tornada      | Munir 18' · Denis Suárez 26', 70' · Malcom 43' | Informe          | Señé 54'                     | Camp Nou · 76.398 espectadors · Alberto Undiano Mallenco · |  |

#### Vuitens de final
| 10 de gener del 2019 | Llevant                 | 2–1     | FC Barcelona      | València                                                                                          |  |
| 21:30 CET Anada      | Cabaco 4' · Mayoral 18' | Informe | Coutinho 85' (p.) | Ciutat de València · 17,614 espectadors · Ricardo de Burgos Bengoetxea · Pablo González Fuertes · |  |

| 17 de gener del 2019 | FC Barcelona                 | 3–0 (Total: 4–2) | Llevant | Barcelona                                                                               |  |
| 21:30 CET Tornada    | Dembélé 30', 31' · Messi 54' | Informe          |         | Camp Nou · 42,838 espectadors · José María Sánchez Martínez · Carlos del Cerro Grande · |  |

#### Quarts de final
| 23 de gener del 2019 | Sevilla FC                   | 2–0     | FC Barcelona | Sevilla                                                                                  |  |
| 21:30 CET Anada      | Sarabia 58' · Ben Yedder 76' | Informe |              | Sánchez Pizjuán · 38,403 espectadors · Carlos del Cerro Grande · Juan Martínez Munuera · |  |

| 30 de gener del 2019 | FC Barcelona                                                                     | 6–1 (Total: 6–3) | Sevilla FC | Barcelona                                                                                   |  |
| 21:30 CET Tornada    | Coutinho 13' (p.), 53' · Suárez 89' · Rakitić 31' · S. Roberto 54' · Messi 90+2' | Informe          | Arana 67'  | Camp Nou · 58,050 espectadors · José María Sánchez Martínez · José Luis González González · |  |

#### Semifinals
| 6 de febrer del 2019 | FC Barcelona | 1–1     | R. Madrid        | Barcelona                                                                                   |  |
| 21:00 CET Anada      | Malcom 57'   | Informe | Lucas Vázquez 6' | Camp Nou · 92,008 espectadors · Antonio Miguel Mateu Lahoz · Ricardo de Burgos Bengoetxea · |  |

| 27 de febrer del 2019 | R. Madrid | 0–3 (Total: 1–4) | FC Barcelona                             | Madrid                                                                                                |  |
| 21:00 CET Tornada     |           | Informe          | Suárez 50', 73' (p.) · Varane 69' (p.p.) | Santiago Bernabéu · 80,472 espectadors · José María Sánchez Martínez · Ricardo de Burgos Bengoetxea · |  |

#### Final
| 25 de maig del 2019 | FC Barcelona | 1–2     | València CF               | Sevilla |  |
| 21:00               | Messi 73'    | Informe | Gameiro 21' · Rodrigo 33' | Benito Villamarín · 53,698 espectadors · Alberto Undiano Mallenco · Carlos del Cerro Grande i José María Sánchez Martínez · |  |

### Lliga de Campions

#### Fase de grups: Grup B
| Pos | Equip             | PJ | PG | PE | PP | GF | GC | DG | Pts | Classificació              |  | FCB | TOT | INT | PSV |
| --- | ----------------- | -- | -- | -- | -- | -- | -- | -- | --- | -------------------------- |  | --- | --- | --- | --- |
| 1   | FC Barcelona      | 6  | 4  | 2  | 0  | 14 | 5  | +9 | 14  | Avança a Vuitens           |  | —   | 1–1 | 2–0 | 4–0 |
| 2   | Tottenham Hotspur | 6  | 2  | 2  | 2  | 9  | 10 | −1 | 8   | Avança a Vuitens           |  | 2–4 | —   | 1–0 | 2–1 |
| 3   | Inter de Milà     | 6  | 2  | 2  | 2  | 6  | 7  | −1 | 8   | Transfereix a Lliga Europa |  | 1–1 | 2–1 | —   | 1–1 |
| 4   | PSV Eindhoven     | 6  | 0  | 2  | 4  | 6  | 13 | −7 | 2   |                            |  | 1–2 | 1–1 | 1–2 | —   |

| 18 de setembre de 2018 | FC Barcelona                      | 4–0               | PSV Eindhoven | Barcelona                                                          |  |
| 18.55 Jornada 1        | Messi 31', 77', 87' · Dembélé 74' | UEFA FC Barcelona |               | Camp Nou · 73,462 espectadors · Anastasios Sidiropoulos (Grècia) · |  |

| 3 d'octubre de 2018 | Tottenham Hotspur FC  | 2–4  | FC Barcelona                                  | Londres                                     |  |
| 21:00 Jornada 2     | Kane 52' · Lamela 66' | UEFA | Coutinho 2' · I. Rakitić 28' · Messi 56', 90' | Wembley Stadium · Felix Zwayer (Alemanya) · |  |

| 24 d'octubre de 2018 | FC Barcelona                 | 2–0  | Inter de Milà | Barcelona                                                  |  |
| 21:00 Jornada 3      | Rafinha 32' · Jordi Alba 83' | UEFA |               | Camp Nou · 86,290 espectadors · Ovidiu Haţegan (Romania) · |  |

| 6 de novembre de 2018 | Inter de Milà | 1–1               | FC Barcelona | Milà                                                         |  |
| 21:00 Jornada 4       | Icardi 87'    | UEFA FC Barcelona | Malcom 83'   | San Siro · 70,915 espectadors · Szymon Marciniak (Polònia) · |  |

| 28 de novembre de 2018 | PSV Eindhoven | 1–2     | FC Barcelona          | Eindhoven                                            |  |
| 21:00 Jornada 5        | De Jong 83'   | Informe | Messi 61' · Piqué 70' | Philips Stadion · Pavel Královec (República Txeca) · |  |

| 11 de desembre de 2018 | FC Barcelona | 1–1     | Tottenham Hotspur FC | Barcelona                                                |  |
| 21:00 Jornada 6        | Dembélé 7'   | Informe | Lucas Moura 85'      | Camp Nou · 69,961 espectadors · Milorad Mažić (Sèrbia) · |  |

#### Fase final

##### Vuitens de final
| 19 de febrer de 2019 | O. Lió | 0–0     | FC Barcelona | Décines-Charpieu                                                                                     |  |
| 21:00 CET Anada      |        | Informe |              | Parc Olympique Lyonnais · 57,889 espectadors · Cüneyt Çakır (Turquia) · Danny Makkelie (P. Baixos) · |  |

| 13 de març de 2019 | FC Barcelona                                                    | 5–1 (Total: 5–1) | O. Lió      | Barcelona                                                                                 |  |
| 21:00 CET Tornada  | Messi 18' (p.), 78' · Coutinho 31' · Piqué 81' · O. Dembélé 86' | Informe          | Tousart 58' | Camp Nou · 92,346 espectadors · Szymon Marciniak (Polònia) · Paweł Raczkowski (Polònia) · |  |

##### Quarts de final
| 10 abril 2019           | Manchester United FC | 0–1     | FC Barcelona    | Manchester                                                                                    |  |
| 21:00 (20:00 BST) Anada |                      | Informe | Shaw 12' (p.p.) | Old Trafford · 74,093 espectadors · Gianluca Rocchi (Itàlia) · Massimiliano Irrati (Itàlia) · |  |

| 16 abril 2019      | FC Barcelona                  | 3–0 (Total: 4–0) | Manchester United FC | Barcelona                                                                             |  |
| 21:00 CEST Tornada | Messi 16', 20' · Coutinho 61' | Informe          |                      | Camp Nou · 96,708 espectadors · Felix Brych (Alemanya) · Bastian Dankert (Alemanya) · |  |

##### Semifinals
| 1 de maig de 2019 | FC Barcelona                | 3–0     | Liverpool FC | Barcelona                                                                                        |  |
| 21:00 CEST Anada  | Suárez 26' · Messi 75', 82' | Informe |              | Camp Nou · 98,299 espectadors · Björn Kuipers (Països Baixos) · Danny Makkelie (Països Baixos) · |  |

| 7 de maig de 2019         | Liverpool FC                       | 4-0 (Total: 3-4) | FC Barcelona | Liverpool                                                                         |  |
| 21:00 (20:00 BST) Tornada | Origi 7', 79' · Wijnaldum 54', 56' | Informe          |              | Anfield · 55,212 espectadors · Cüneyt Çakır (Turquia) · Felix Zwayer (Alemanya) · |  |

### Supercopa de Catalunya
| 6 de març de 2019 | FC Barcelona | 0–1     | Girona FC       | Sabadell                                                    |  |
| 18:45 CEST        |              | Informe | Stuani 69' (p.) | Nova Creu Alta · 10.722 espectadors · David Medié Jiménez · |  |